# Andrea Veggio
Andrea Veggio (* 28. August 1923 in Manerba del Garda; † 6. Juni 2020 in Negrar di Valpolicella) war ein italienischer Geistlicher und römisch-katholischer Weihbischof in Verona.

## Leben
Andrea Veggio empfing nach seiner theologischen Ausbildung am 29. Juni 1947 durch Bischof Girolamo Cardinale die Priesterweihe. Er war zunächst in der Seelsorge in Dossobuono tätig und dann ein Jahr lang Assistent des bischöflichen Kollegiums. 1951 wurde er im Hauptseminar tätig, zunächst als Vizerektor für drei Jahre, dann als geistlicher Leiter des Roverè-Seminars (1954–56) und erneut als Vizerektor des Hauptseminars (1956–59). Für einen Zeitraum von fünf Jahren war er von 1959 bis 1964 Erzpriester-Abt der Isola della Scala. 1962 wurde er zum Ehrenkanoniker des Kapitels der Kathedrale ernannt und erhielt den Titel eines Monsignore.
Später kehrte er nach Verona zurück und wurde Rektor des Bischofsseminars und der Diözesaninstitute für kirchliche Bildung (1964–72). 1972 erfolgte durch Bischof Giuseppe Carraro die Ernennung zum Generalvikar.
Papst Johannes Paul II. ernannte ihn am 1. August 1983 zum Weihbischof in Verona und Titularbischof von Velia. Der Bischof von Verona Giuseppe Amari spendete ihm am 8. September desselben Jahres die Bischofsweihe; Mitkonsekratoren waren Andrea Pangrazio, Erzbischof ad personam von Porto e Santa Rufina, und Maffeo Giovanni Ducoli, Weihbischof in Verona. Von September 1997 bis Oktober 1998 war er apostolischer Administrator der Diözese.
Am 8. September 2001 nahm Papst Johannes Paul II. seinen altersbedingten Rücktritt an, gleichwohl war er noch einige Monate als Generalvikar im Amt. Er starb im Alter von 96 Jahren aufgrund seines altersbedingten Gesundheitszustands im Klerushaus von Negrar di Valpolicella in der Provinz Verona, wo er seit 2016 lebte.